# Рингстад, Рагнар
Рагнар Рингстад (норв. Ragnar Ringstad) — норвежский лыжник, призёр чемпионата мира.

## Карьера
На чемпионате мира 1938 года в команде вместе с Олавом Экерном, Арне Ларсеном и Ларсом Бергендалем завоевал серебряную медаль в эстафете, кроме того занял 24-е место в гонке на 18 км.
Других значимых достижений на международном уровне не имеет, в Олимпийских играх никогда не участвовал.